# Truffe blanche
Ne doit pas être confondu avec Truffe blanche d'été.
Tuber magnatum
Espèce
La truffe blanche (Tuber magnatum), appelée aussi truffe blanche d'Alba ou truffe du Piémont, est une espèce de champignons ascomycètes comestibles, de la famille des Tuberaceae.
Présente principalement en Italie et découverte plus récemment en France, cette truffe est très appréciée. La diminution de sa récolte, ces dernières années, a provoqué une augmentation importante de son prix (jusqu'à 5 000 €/kg).

## Aires de récolte

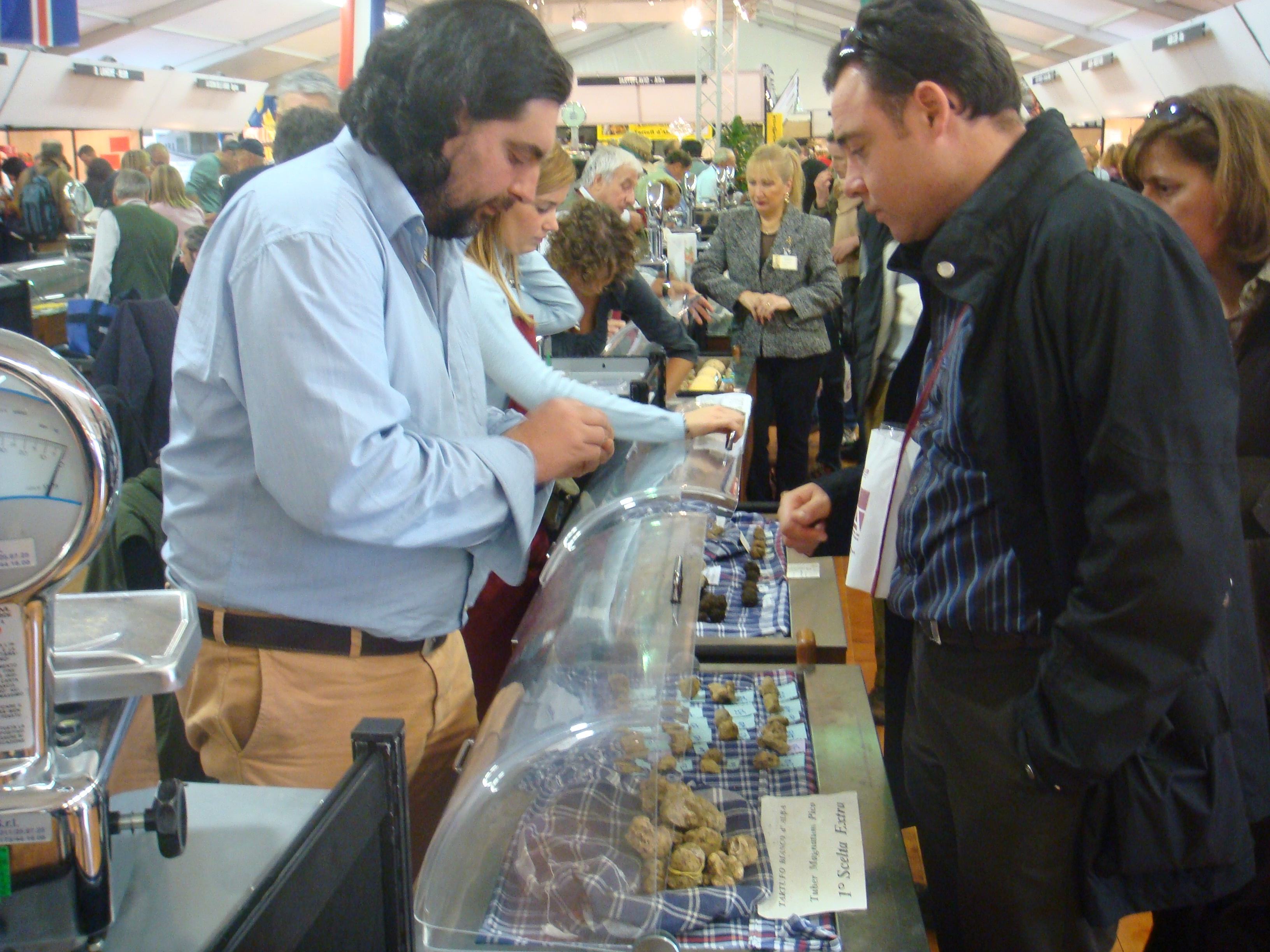
Marché aux truffes blanches d'Alba.

De faible production, la truffe blanche (en italien, tartufo bianco) au parfum de camembert à l'ail se développe spontanément dans tout le sud du Piémont (Langhe, Roero, Monferrato et Monregalese). Alba, commune du Piémont qui donne une dénomination d'origine à la truffe, fête sa récolte chaque année par la plus ancienne des foires de la truffe blanche ; ce marché qui s'articule autour de diverses manifestations s'achève par les ventes aux enchères mondiales de la truffe, au château de Grinziane Cavour (it) où sont adjugés les plus beaux spécimens.
Les autres régions italiennes récoltantes sont les zones de la haute Ombrie  et de la province de Pesaro et Urbino, qui ont comme référence le marché d'Acqualagna, le plus important d'italie après celui d'Alba. Autres foires importantes se déroulent en Ombrie, à  Città di Castello  et Gubbio, au mois de novembre. En Toscane, renommée est la truffe blanche de San Miniato où depuis environ quarante ans est organisée une foire nationale. En dehors de l'Italie, il est possible de la trouver aussi en Istrie, plus précisément dans la forêt de  Motovun  en Croatie. En France, une truffe blanche d'Alba sauvage a été découverte en 2011 dans la Drôme.

## Description de l'espèce
- Sporophore
  - Il mesure entre 2 et 9 cm, il est globuleux, irrégulier, velouté et de couleur ocre.
- Péridium
  - Le péridium a une superficie lisse, de couleur ocre jaune ou jaune-olive, parfois gris-verdâtre.
- Glèba (chair)
  - Blanche, d'aspect marbré, elle prend avec le temps une coloration à taches rougeâtres sur fond gris. Arôme intense, caractéristique, avec des tons qui rappellent le gaz méthane (pour être précis, le gaz méthane n'a pas d'odeur, il est odorisé avec du tétrahydrothiophène pour la distribution domestique) ou le fromage fermenté.

## Habitat
Champignon symbiotique, souterrain (hypogé), il pousse sous terre à des profondeurs pouvant aller de quelques centimètres à plus d'un mètre en association avec des feuillus (peupliers, tilleuls, noisetier, chênes etc.) dans les sols argileux, souvent le long des cours d'eau, en été-automne-hiver. 
Depuis quelques années, la recherche agronomique en France via l'Institut national de recherche pour l'agriculture, l'alimentation et l'environnement a permis, après 20 ans d'errance et d'impasses, de développer une méthode fiable de culture de la truffe blanche. 

## Galerie

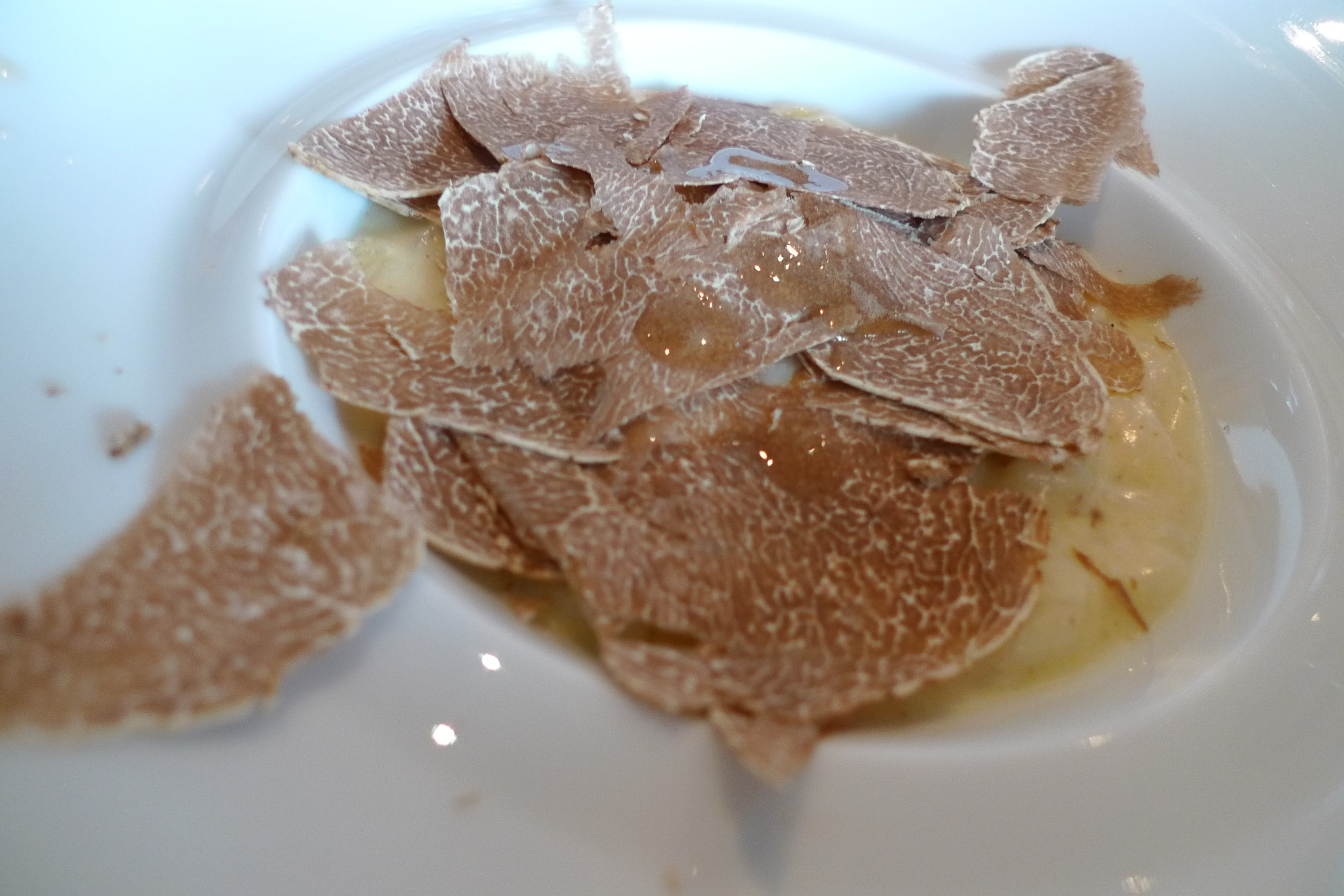
Risotto aux truffes blanches d'Alba.
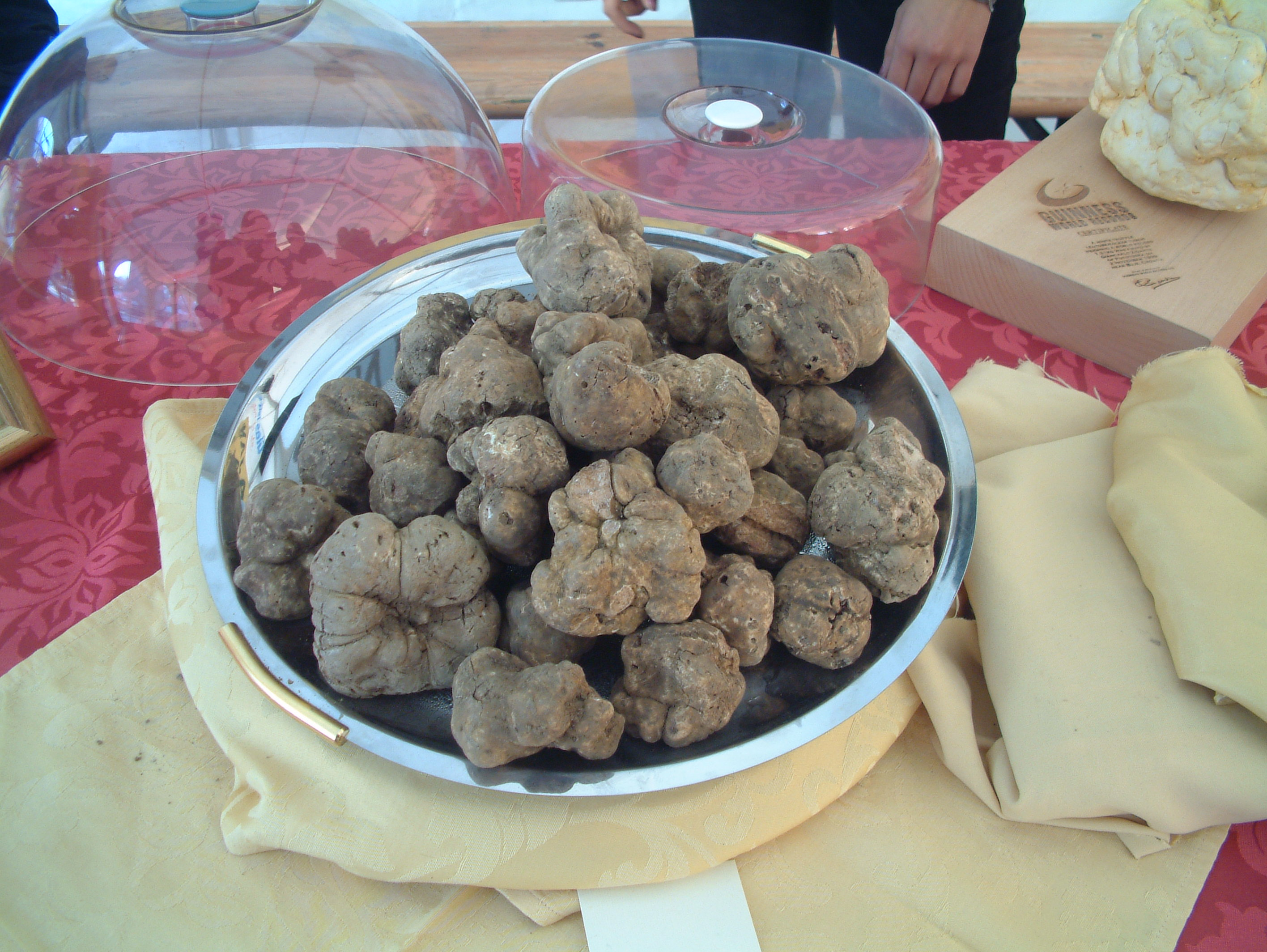
Truffes blanches de Croatie.
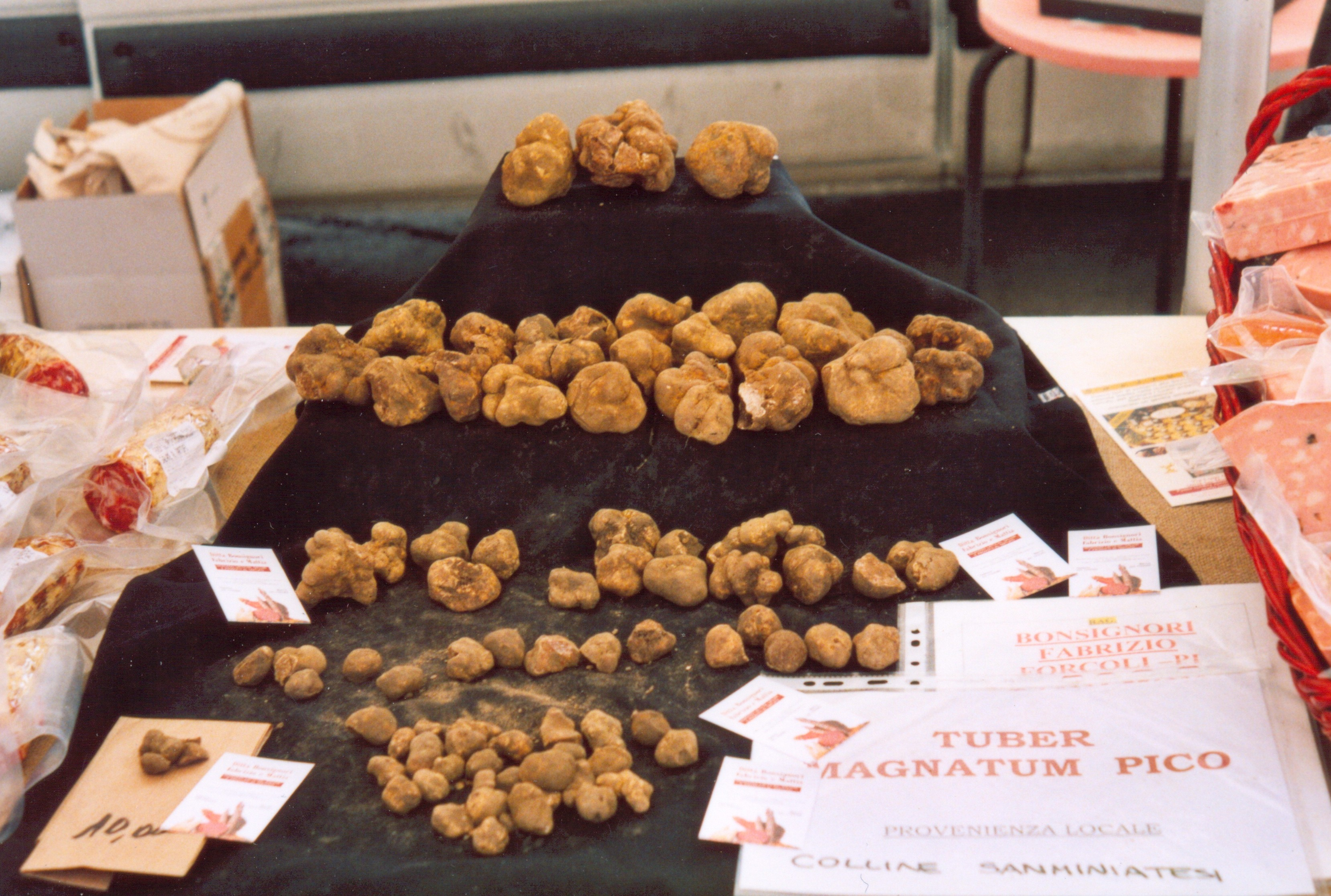
Étal à San Miniato.

## Évocation dans la littérature
Dans son roman Le Nom de la rose, Umberto Eco décrit la cueillette de truffe blanche au XIVe siècle:

« Il me dit qu'ils allaient le long des pentes du mont, et dans la vallée, chercher des truffes. Je ne connaissais pas encore ce fruit raffiné des sous-bois qui poussait dans cette péninsule, et paraissait typique des terres bénédictines, aussi bien à Norcia — noir — que dans ces terres-là — plus blanc et plus parfumé. Séverin m'expliqua de quoi il retournait, et combien la truffe est délectable, préparée des plus diverses façons. Et il me dit qu'elle était très difficile à trouver, parce qu'elle se cachait sous terre, plus secrète qu'un champignon, et que les seuls animaux capables de la dénicher, guidés par leur flair, étaient les cochons. Sauf que, à peine la sentaient-ils, qu'ils voulaient la dévorer, et il fallait aussitôt les éloigner et intervenir pour la déterrer. Je sus plus tard que de nombreux gentilshommes ne dédaignaient pas de s'adonner à cette chasse, en suivant les cochons comme de très nobles limiers, et suivis à leur tour par des serviteurs munis de houes. »